# Сероле
Сероле (итал. Serole) — коммуна в Италии, располагается в регионе Пьемонт, в провинции Асти.
Население составляет 156 человек (2008 г.), плотность населения составляет 13 чел./км². Занимает площадь 12 км². Почтовый индекс — 14050. Телефонный код — 0144.
Покровителем коммуны почитается святой Лаврентий, празднование 10 августа.

## Демография
Динамика населения:

## Администрация коммуны
- Официальный сайт: http://www.comune.serole.at.it/